# Saint-Julien-de-l'Escap
Saint-Julien-de-l'Escap é uma comuna francesa na região administrativa da Nova Aquitânia, no departamento de Charente-Maritime. Estende-se por uma área de 8,68 km². Em 2010 a comuna tinha 897 habitantes (densidade: 103,3 hab./km²).